# Grande Rivière de la Capesterre
La Grande Rivière de la Capesterre est un cours d'eau de Guadeloupe prenant source dans le parc national de la Guadeloupe et se jetant dans la mer des Caraïbes.

## Géographie
Longue de 17,98 km, la Grande Rivière de la Capesterre prend sa source sur les pentes septentrionales de la Grande Découverte, traverse la commune de Capesterre-Belle-Eau sur Basse-Terre et se jette dans l'océan Atlantique dans une embouchure commune formée avec la rivière du Pérou, juste au nord du centre-bourg de Capesterre-Belle-Eau à la pointe de la Capesterre.

## Affluents
La Grande Rivière de la Capesterre a pour affluents la Petite Rivière de la Capesterre (ou rivière Moudong), la rivière Jass et la rivière du Pérou.